# Ratssaal (Weißenfels)

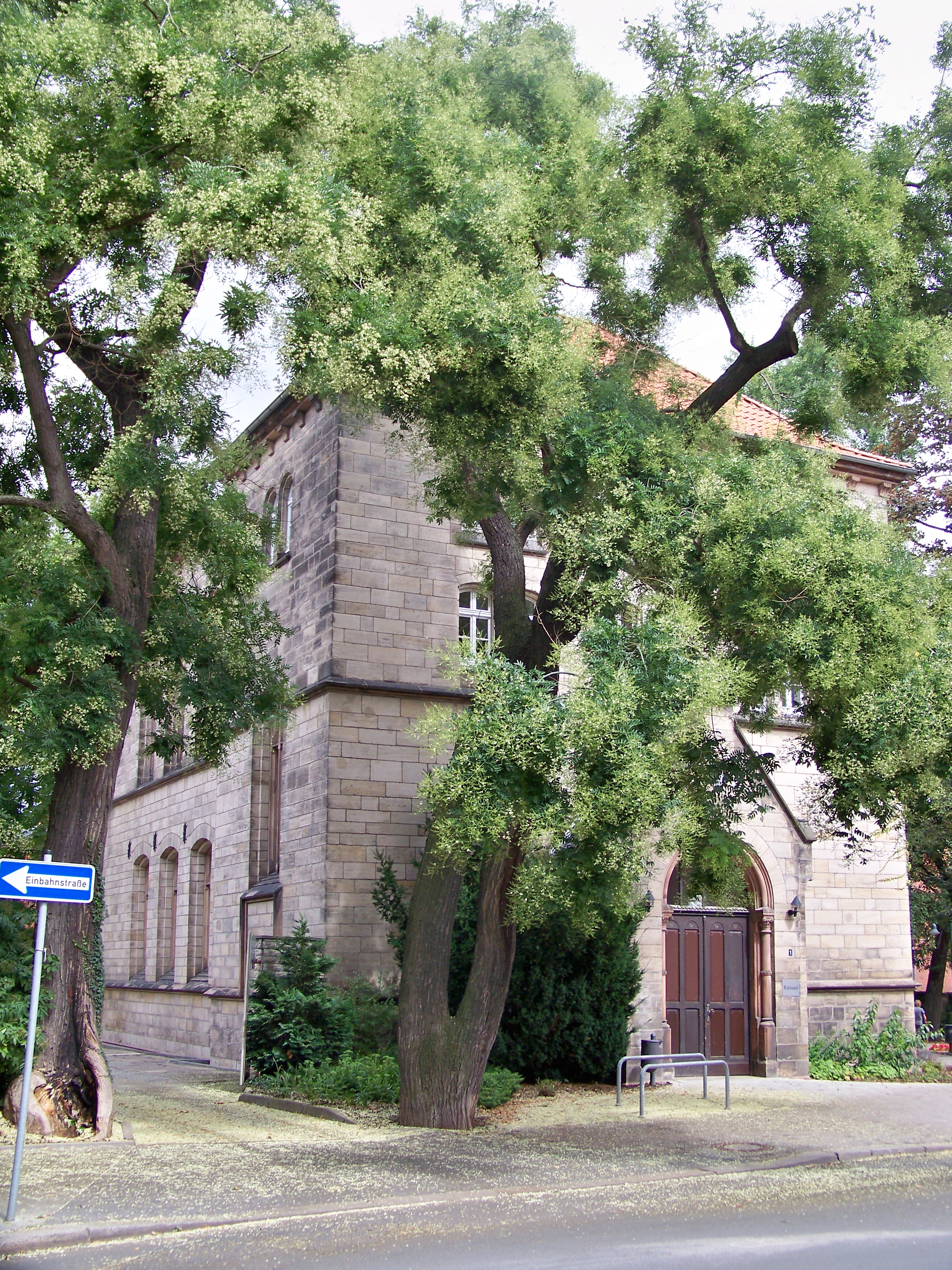
Der Ratssaal von Weißenfels

Der Ratssaal ist ein denkmalgeschütztes Gebäude in der Stadt Weißenfels in Sachsen-Anhalt. Im örtlichen Denkmalverzeichnis ist das Gebäude unter der Erfassungsnummer 094 11345 als Baudenkmal verzeichnet.

## Geschichte
Der 1870 errichtete Ratssaal der Stadt Weißenfels mit der Adresse Am Kloster 1 in Weißenfels weist eine sakral anmutende Architektur auf. Er besteht aus drei Elementen, die jeweils zweigeschossig sind und zwei quer zueinander stehenden Gebäuden mit einem Portalvorbau. Die Fenster in der oberen Etage sind im Rundbogenstil gestaltet, die in der unteren dagegen im Flachbogenstil. Zeitweise wurde das Gebäude als Aula genutzt, heute finden hier die Ratssitzungen statt.

## Quellen

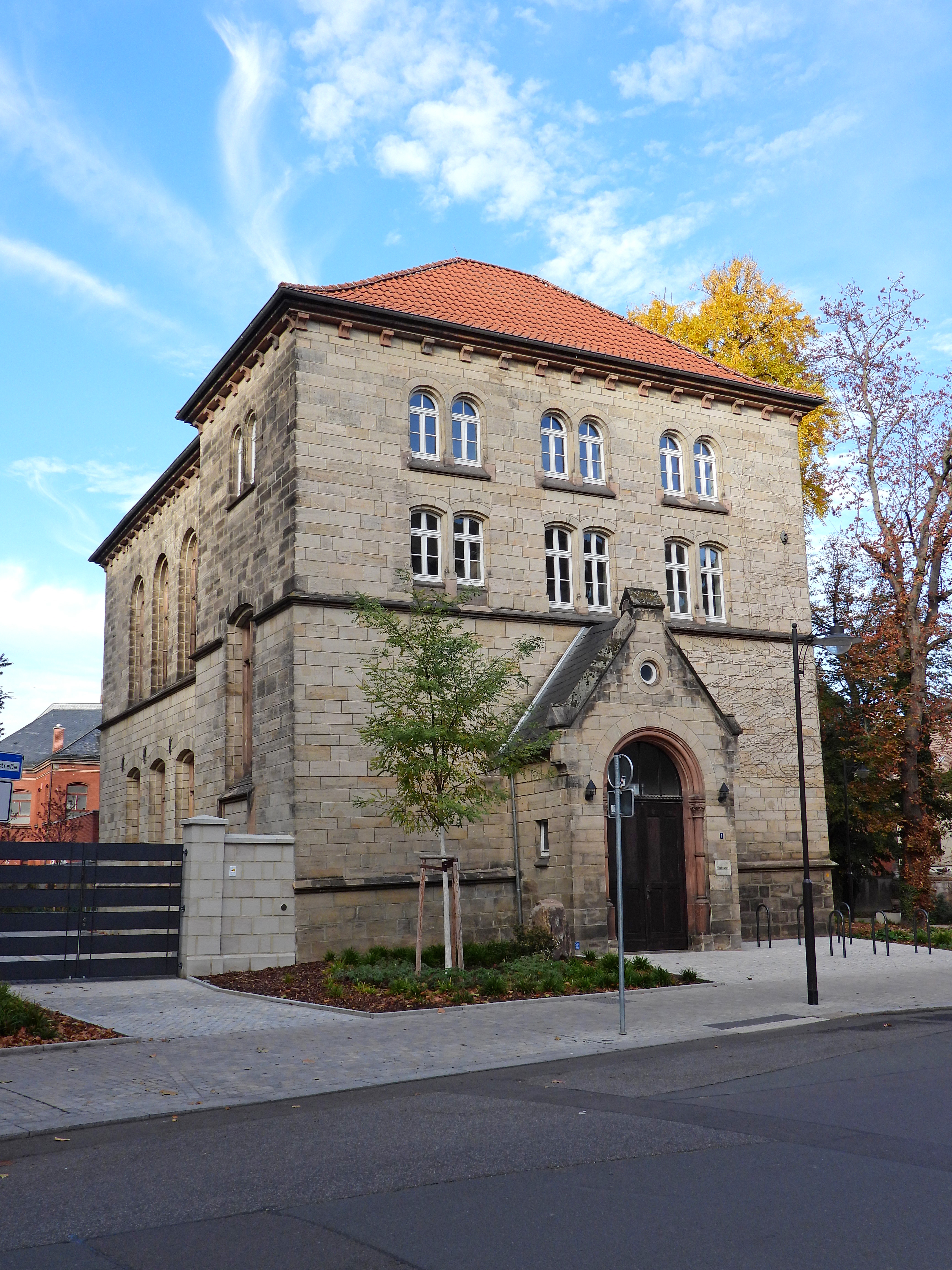
Ratssaal in Weißenfels, 1870 erbaut